# Puchar Narodów Oceanii 2012
Turniej finałowy Pucharu Narodów Oceanii 2012 odbył się w dniach od 1 czerwca do 10 czerwca 2012 roku. Gospodarzem były Wyspy Salomona. W turnieju finałowym wzięło udział 8 drużyn podzielonych na dwie grupy. Triumfatorem tej edycji zostało Tahiti. Zwycięzca Pucharu Narodów Oceanii nie będzie brał udziału w barażach interkontynentalnych do Mundialu w Brazylii. Turniej ten był 2. rundą kwalifikacyjną eliminacji do MŚ 2014 w Brazylii strefy OFC.
Turniej wyłania najlepszą reprezentację w Oceanii.

## Format
Pierwsza faza eliminacji to Puchar Południowego Pacyfiku, który był rozgrywany na Samoa w 2011. Zwycięzca, czyli Samoa awansował do fazy drugiej. W drugiej rundzie zespoły zostały podzielone na dwie grupy po cztery drużyny w każdej. Mecze rozgrywano systemem każdy z każdym.

## Sędziowie
Sędziowie główni
- Andrew Achari
- Isidore Assiene-Ambassa
- Bruce George
- Norbert Hauata
- Chris Kerr
- Gerald Oiaka
- Peter O’Leary
- John Saohu
- Kader Zitouni

Asystenci
- Paul Ahupu
- David Charles
- Jan-Hendrik Hintz
- Michael Joseph
- Ravinesh Kumar
- Tevita Makasini
- Jackson Namo
- Terry Piri
- Mark Rule

## Stadiony
Wszystkie mecze zostały rozegrane na Lawson Tama Stadium w Honiara.
| Honiara                              |
| ------------------------------------ |
| Lawson Tama Stadium                  |
|                                      |
| 9°26′S 159°58′E/-9,433333 159,966667 |
| Pojemność: 25,000                    |

## Runda pierwsza – Puchar Południowego Pacyfiku

### Tabela
| Miejsce | Drużyna            | Mecze | Punkty | Zwyc. | Rem. | Por. | Bramki |
| ------- | ------------------ | ----- | ------ | ----- | ---- | ---- | ------ |
| 1       | Samoa              | 3     | 7      | 2     | 1    | 0    | 5-3    |
| 2       | Tonga              | 3     | 4      | 1     | 1    | 1    | 4-4    |
| 3       | Samoa Amerykańskie | 3     | 4      | 1     | 1    | 1    | 3-3    |
| 4       | Wyspy Cooka        | 3     | 1      | 0     | 1    | 2    | 4-6    |

Czas:CET

### Mecze
| 22 listopada 2011 02:00 | Samoa Amerykańskie · Ott 44' · Luani 74' | 2:1(1:0) | Tonga · 87' Feao | Toleafoa J.S. Blatter Complex, Apia Sędzia: Andrew Achari |
|                         |                                          |          |                  |                                                           |

| 22 listopada 2011 04:30 | Wyspy Cooka · Best 36', 85' | 2:3(1:2) | Samoa · 20', 37' Gosche · 90+2' Bell | Toleafoa J.S. Blatter Complex, Apia Sędzia: Peter O’Leary |
|                         |                             |          |                                      |                                                           |

| 24 listopada 2011 02:00 | Samoa Amerykańskie · Luani 24' | 1:1(1:0) | Wyspy Cooka · 62' (sam.) Luvu | Toleafoa J.S. Blatter Complex, Apia Sędzia: Bruce George |
|                         |                                |          |                               |                                                          |

| 24 listopada 2011 04:30 | Samoa · Easthope 44' (k) | 1:1(1:0) | Tonga · 82' Taufahema | Toleafoa J.S. Blatter Complex, Apia Sędzia: Andrew Achari |
|                         |                          |          |                       |                                                           |

| 26 listopada 2011 01:00 | Samoa · Malo 90' | 1:0(0:0) | Samoa Amerykańskie | Toleafoa J.S. Blatter Complex, Apia Sędzia: Peter O’Leary |
|                         |                  |          |                    |                                                           |

| 26 listopada 2011 03:30 | Tonga · Maamaaloa 27' · Falatau 90+1' | 2:1(1:1) | Wyspy Cooka · 35' Harmon | Toleafoa J.S. Blatter Complex, Apia Sędzia: Isidore Assiene-Ambassa |
|                         |                                       |          |                          |                                                                     |

## Runda druga – Turniej Finałowy Pucharu Narodów Oceanii

### Faza grupowa

#### Grupa A
| Drużyna        | Pkt | M | Z | R | P | Strz. | Strac. | +/- |
| -------------- | --- | - | - | - | - | ----- | ------ | --- |
| Tahiti         | 9   | 3 | 3 | 0 | 0 | 18    | 5      | +13 |
| Nowa Kaledonia | 6   | 3 | 2 | 0 | 1 | 17    | 6      | +11 |
| Vanuatu        | 3   | 3 | 1 | 0 | 2 | 8     | 9      | -1  |
| Samoa          | 0   | 3 | 0 | 0 | 3 | 1     | 24     | -23 |

| 1 czerwca 2012 12:00 +11:00 UTC | Samoa · Malo 69' | 1:10Raport | Tahiti · 8', 82', 84', 85' L. Tehau · 16', 78' J. Tehau · 18', 40' A. Tehau · 54' T. Tehau · 61' Chong Hue | Lawson Tama Stadium, Honiara · Widzów: 3000 · Sędzia: Gerald Oiaka ( Wyspy Salomona) |
|                                 |                  |            | |                                                                                      |

| 1 czerwca 2012 15:00 +11:00 UTC | Vanuatu · Tasso 52' · Naprapol 61' | 2:5Raport | Nowa Kaledonia · 32', 58', 76' Kaï · 66' Gope-Fenepej · 87' R. Kayara | Lawson Tama Stadium, Honiara · Widzów: 5000 · Sędzia: Peter O’Leary ( Nowa Zelandia) |
|                                 |                                    |           |                                                                       |                                                                                      |

| 3 czerwca 2012 12:00 +11:00 UTC | Vanuatu · Naprapol 29' · B. Kaltack 45+1' · Malas 47' · Tasso 74' · Vava 90+3' | 5:0Raport | Samoa | Lawson Tama Stadium, Honiara · Widzów: 2200 · Sędzia: John Saohu ( Wyspy Salomona) |
|                                 |                                                                                |           |       |                                                                                    |

| 3 czerwca 2012 15:00 +11:00 UTC | Tahiti · A. Tehau 19' · Vallar 28' (k) · L. Tehau 34' · Degage 86' | 4:3Raport | Nowa Kaledonia · 76' Bako · 83' Haeko · 89' Kauma | Lawson Tama Stadium, Honiara · Widzów: 3500 · Sędzia: Chris Kerr ( Nowa Zelandia) |
|                                 |                                                                    |           |                                                   |                                                                                   |

| 5 czerwca 2012 12:00 +11:00 UTC | Nowa Kaledonia · R. Kayara 10' · Haeko 11', 45+1', 71', 89', 90+1' · Kabeu 22' · Ixoée 25' (k) · Gnipate 44' | 9:0Raport | Samoa | Lawson Tama Stadium, Honiara · Widzów: 1000 · Sędzia: Gerald Oiaka ( Wyspy Salomona) |
|                                 | |           |       |                                                                                      |

| 5 czerwca 2012 15:00 +11:00 UTC | Tahiti · Vallar 14' (k) · J. Tehau 37' · A. Tehau 57' · T. Tehau 86' | 4:1Raport | Vanuatu · 90+5' Tasso | Lawson Tama Stadium, Honiara · Widzów: 1000 · Sędzia: Peter O’Leary ( Nowa Zelandia) |
|                                 |                                                                      |           |                       |                                                                                      |

#### Grupa B
| Drużyna           | Pkt | M | Z | R | P | Strz. | Strac. | +/- |
| ----------------- | --- | - | - | - | - | ----- | ------ | --- |
| Nowa Zelandia     | 7   | 3 | 2 | 1 | 0 | 4     | 2      | +2  |
| Wyspy Salomona    | 5   | 3 | 1 | 2 | 0 | 2     | 1      | +1  |
| Fidżi             | 2   | 3 | 0 | 2 | 1 | 1     | 2      | -1  |
| Papua-Nowa Gwinea | 1   | 3 | 0 | 1 | 2 | 2     | 4      | -2  |

| 2 czerwca 2012 12:00 +11:00 UTC | Fidżi | 0:1Raport | Nowa Zelandia · 11' Smith | Lawson Tama Stadium, Honiara · Widzów: 15 000 · Sędzia: Isidore Assiene-Ambassa ( Nowa Kaledonia) |
|                                 |       |           |                           |                                                                                                   |

| 2 czerwca 2012 15:00 +11:00 UTC | Wyspy Salomona · Totori 5' | 1:0Raport | Papua-Nowa Gwinea | Lawson Tama Stadium, Honiara · Widzów: 15 000 · Sędzia: Norbert Hauata ( Tahiti) |
|                                 |                            |           |                   |                                                                                  |

| 4 czerwca 2012 12:00 +11:00 UTC | Papua-Nowa Gwinea · Hans 89' (k) | 1:2Raport | Nowa Zelandia · 2' Smeltz · 52' Wood | Lawson Tama Stadium, Honiara · Widzów: 3000 · Sędzia: Bruce George ( Vanuatu) |
|                                 |                                  |           |                                      |                                                                               |

| 4 czerwca 2012 15:00 +11:00 UTC | Fidżi | 0:0Raport | Wyspy Salomona | Lawson Tama Stadium, Honiara · Widzów: 12 000 · Sędzia: Kader Zitouni ( Tahiti) |
|                                 |       |           |                |                                                                                 |

| 6 czerwca 2012 12:00 +11:00 UTC | Papua-Nowa Gwinea · Jack 85' | 1:1Raport | Fidżi · 13' Dunadamu | Lawson Tama Stadium, Honiara · Widzów: 3000 · Sędzia: Kader Zitouni ( Tahiti) |
|                                 |                              |           |                      |                                                                               |

| 6 czerwca 2012 15:00 +11:00 UTC | Nowa Zelandia · Wood 13' | 1:1Raport | Wyspy Salomona · 56' Totori | Lawson Tama Stadium, Honiara · Widzów: 18 000 · Sędzia: Norbert Hauata ( Tahiti) |
|                                 |                          |           |                             |                                                                                  |

### Półfinały
- Zwycięzcy awansują do kolejnej rundy.

| 8 czerwca 2012 11:00 +11:00 UTC | Tahiti · Tehau 13' | 1:0Raport | Wyspy Salomona | Lawson Tama Stadium, Honiara · Widzów: 15 000 · Sędzia: Peter O’Leary ( Nowa Zelandia) |
|                                 |                    |           |                |                                                                                        |

| 8 czerwca 2012 15:00 +11:00 UTC | Nowa Zelandia | 0:2Raport | Nowa Kaledonia · 60' Kaï · 90+3' Gope-Fenepej | Lawson Tama Stadium, Honiara · Widzów: 10 000 · Sędzia: Norbert Hauata ( Tahiti) |
|                                 |               |           |                                               |                                                                                  |

### Mecz o brązowy medal
| 10 czerwca 2012 11:00 +11:00 UTC | Wyspy Salomona · Teleda 48' · Totori 54', 87' | 3:4Raport | Nowa Zelandia · 10', 24', 29' Wood · 90' Smeltz | Lawson Tama Stadium, Honiara · Widzów: 15 000 · Sędzia: Kader Zitouni ( Tahiti) |
|                                  |                                               |           |                                                 |                                                                                 |

### Mecz o złoty medal
| 10 czerwca 2012 15:00 +11:00 UTC | Tahiti · Chong Hue 10' | 1:0Raport | Nowa Kaledonia | Lawson Tama Stadium, Honiara · Widzów: 10 000 · Sędzia: Peter O’Leary ( Nowa Zelandia) |
|                                  |                        |           |                |                                                                                        |

### Strzelcy
| Zawodnik             | Bramki | Reprezentacja     |
| -------------------- | ------ | ----------------- |
| Jacques Haeko        | 6      | Nowa Kaledonia    |
| Chris Wood           | 5      | Nowa Zelandia     |
| Lorenzo Tehau        | 5      | Tahiti            |
| Bertrand Kaï         | 4      | Nowa Kaledonia    |
| Benjamin Totori      | 4      | Wyspy Salomona    |
| Alvin Tehau          | 4      | Tahiti            |
| Jonathan Tehau       | 4      | Tahiti            |
| Robert Tasso         | 3      | Vanuatu           |
| Georges Gope-Fenepej | 2      | Nowa Kaledonia    |
| Roy Kayara           | 2      | Nowa Kaledonia    |
| Shane Smeltz         | 2      | Nowa Zelandia     |
| Steevy Chong Hue     | 2      | Tahiti            |
| Teaonui Tehau        | 2      | Tahiti            |
| Nicolas Vallar       | 2      | Tahiti            |
| Jean Nako Naprapol   | 2      | Vanuatu           |
| Maciu Dunadamu       | 1      | Fidżi             |
| Marius Bako          | 1      | Nowa Kaledonia    |
| Kalaje Gnipate       | 1      | Nowa Kaledonia    |
| Judicaël Ixoée       | 1      | Nowa Kaledonia    |
| Iamel Kabeu          | 1      | Nowa Kaledonia    |
| Dick Kauma           | 1      | Nowa Kaledonia    |
| Tommy Smith          | 1      | Nowa Zelandia     |
| Neil Hans            | 1      | Papua-Nowa Gwinea |
| Kema Jack            | 1      | Papua-Nowa Gwinea |
| Silao Malo           | 1      | Samoa             |
| Himson Teleda        | 1      | Wyspy Salomona    |
| Roihau Degage        | 1      | Tahiti            |
| Brian Kaltack        | 1      | Vanuatu           |
| Derek Malas          | 1      | Vanuatu           |
| Freddy Vava          | 1      | Vanuatu           |